# Rinkenæs Station
Rinkenæs Station er en tidligere station i Rinkenæs på Sønderborgbanen i Jylland. Den åbnede for trafik i 1901, dengang med to spor. Omkring 1914 blev der lagt et tredje spor. Stationen blev nedsat til trinbræt i 1966 og endeligt nedlagt i 1974.
Stationsbygningen blev solgt til privat ejer i 1966 og eksisterer stadig.
54°53′47.76″N 9°33′25.47″Ø / 54.8966000°N 9.5570750°Ø